# Leonid Brezjnev

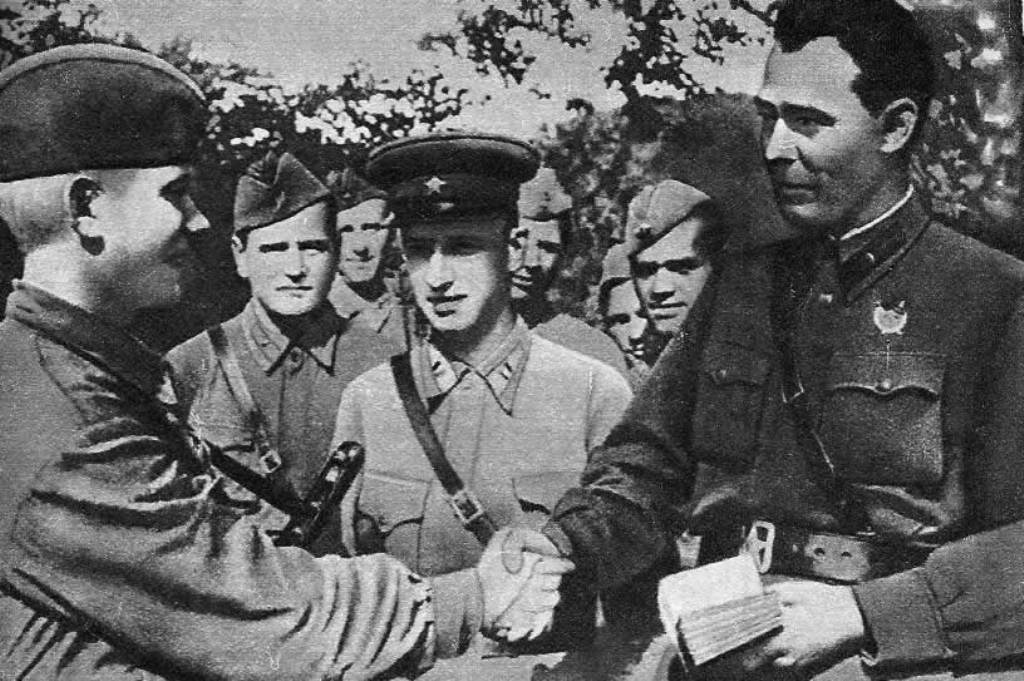
Brezjnev in uniform helemaal rechts op de foto (1942)

Leonid Iljitsj Brezjnev (Russisch: Леони́д Ильи́ч Бре́жнев; Oekraïens: Леонід Ілліч Брежнєв) (Kamenskoje, 19 december 1906 – Moskou, 10 november 1982) was een Sovjetpoliticus en secretaris-generaal van de Communistische Partij van de Sovjet-Unie. Hij leidde de Sovjet-Unie na Nikita Chroesjtsjov van 1964 tot 1982.

## Levensloop

### Vroege jaren
Brezjnev, geboren in Oekraïne, was etnisch gesproken van Russische komaf. Zoals veel Sovjetleiders van zijn generatie kreeg hij een technische opleiding. Hij specialiseerde zich in metallurgie en ideologische theorie. Dit laatste zorgde ervoor dat hij snel opklom in de rangen van het communistische partijapparaat, in 1931 was hij hiervan lid geworden. Tijdens de Tweede Wereldoorlog bracht hij het tot generaal, onder meer door tegen de Duitsers stand te houden in de heldenstad Novorossiejsk, maar hij was meer bekend als volkscommissaris voor de partij.
In augustus 1946 zwaaide hij af uit het leger. Hij werkte aanvankelijk aan het herstel van oorlogsschade in Oekraïne en werd korte tijd later benoemd tot secretaris-generaal in de stad Dnjepropetrovsk. In 1950 werd hij lid van de Opperste Sovjet om een jaar later hoogste politieke leider te worden van de Moldavische Socialistische Sovjetrepubliek. In 1952 werd hij door Stalin benoemd in het Centraal Comité als kandidaat-lid voor het Presidium (voormalig Politbureau). Stalin overleed een jaar later en dit zorgde voor een tijdelijke stagnatie in zijn opmars binnen de partij.
Onder Nikita Chroesjtsjov werd hij in mei 1955 benoemd tot secretaris-generaal van de partij in de Kazachse Socialistische Sovjetrepubliek. Zijn belangrijkste taak was het faciliteren van de raketlanceerplaats Kosmodroom Bajkonoer en de Maagdelijke-grondencampagne ondersteunen. In februari 1956 werd hij al teruggeroepen naar Moskou. Hij werd weer kandidaat-lid voor het Presidium en kreeg als aandachtsgebieden de defensie-industrie, het ruimtevaartprogramma en de zware industrie. In juni 1957 steunde hij Chroesjtsjov, die met afzetten werd bedreigd en werd beloond met een vaste positie in het Presidium. Hij klom verder op en in 1960 werd hij benoemd tot voorzitter van het Presidium van de Opperste Sovjet en was daarmee gelijk staatshoofd, al lag de echte macht bij Chroesjtsjov.
In Moskou haalde Brezjnev mensen waarmee hij in het verleden al had samengewerkt en die hij vertrouwde naar zich toe. Ze werden geplaatst op belangrijke posities en daar ze hun positie aan hem hadden te danken, waren ze hem trouw. Veel van deze mensen, waaronder Konstantin Tsjernenko, had Brezjnev ontmoet in Dnjepropetrovsk en de club stond daarom officieus bekend als de "Dnjepropetrovsk maffia".

### Aan de macht
In de periode van Chroesjtsjov, waarin hij van 1960-1964 fungeerde als staatshoofd, hield hij zich aanvankelijk op de achtergrond. Toen het tijdens de Cuba-crisis duidelijk werd dat Chroesjtsjov zijn steun in de partijtop aan het verliezen was, greep Brezjnev zijn kans. Hij zorgde ervoor dat hij als nieuwe sterke man naar voren geschoven werd. Eerst werd hij partijleider en dan staatshoofd vanaf 1977. Hij volgde Nikolaj Podgorny op.

#### Binnenlands beleid
Tijdens zijn bewind streefde hij naar consolidatie van de Sovjetmacht in binnen- en buitenland, terwijl hij de economische basis van het land intussen vrijwel geen aandacht gaf. Hij volgde wel het ingezette economische beleid van Chroesjtsjov om meer te investeren in de landbouw en gaf ook meer ruimte voor de productie van consumptiegoederen. In samenwerking met Fiat werd de autofabriek van AvtoVAZ gebouwd in Toljatti. In 1971 rolde de eerste personenwagen, een VAZ 2101, van de band. Grote onderliggende problemen, zoals de matige arbeidsdiscipline en lage productiviteit, werden niet aangepakt. Wel liet hij de gigantische olie- en gasvoorraden van West-Siberië ontsluiten. Onder zijn bewind werd het Rode Leger versterkt en het ruimtevaartprogramma uitgebreid. Dit drukte zwaar op de economie, de levensstandaard daalde en de mensen moesten aansluiten in lange rijen voor de winkels om het weinige dat beschikbaar was te kunnen kopen.
Chroesjtsjov was altijd bezig met reorganiseren en in de belangrijke politieke organen was er een groot verloop. Onder Brezjnev kwam dit grotendeels tot stilstand, er waren relatief weinig belangrijke wijzigingen in de top. In 1981 was 45% van de leden van het Centraal Comité ook al lid in 1966. De gemiddelde leeftijd liep hierdoor sterk op, in het politbureau van 55 jaar in 1966 naar 68 jaar in 1982. De nomenklatoera was verzekerd van hun positie. Zij waanden zich veilig en namen de eigen belangen serieus. Dit had mede tot gevolg dat de corruptie sterk toenam. De onderdrukking van politieke tegenstanders werd krachtig ter hand genomen. Sacharov, Solzjenitsyn en Medvedev zijn enkele bekende personen die in moeilijkheden kwamen.

#### Buitenlandbeleid
Brezjnevs bewering dat de Sovjet-Unie het recht had in te grijpen bij de bedreiging van een socialistisch land door het kapitalisme, kreeg de naam Brezjnevdoctrine. Niettemin behoorde hij niet tot de felste voorstanders bij de besluitvorming binnen het Centraal Comité van de CPSU over het hardhandig neerslaan van de "Praagse Lente" in Tsjecho-Slowakije in 1968, maar hij ging uiteindelijk wel akkoord. De Brezjnevdoctrine werd overigens alleen deze keer in praktijk gebracht. Hij was ook terughoudend over een mogelijke inval in Polen in de jaren 1980 en 1981 ten tijde van de opkomst van de vrije vakbond Solidarność. Wel drong hij er bij partijleider Wojciech Jaruzelski van de Poolse communistische partij op aan om zelf in te grijpen, hetgeen ten slotte ook gebeurde.
Met de VS werd ter ontspanning van de wapenwedloop een reeks verdragen afgesloten, maar achter de schermen werd er door de Sovjets toch voortdurend gestreden om meer invloed in Afrika, het Midden-Oosten en Azië. Landen als Cuba, Angola, Ethiopië, Vietnam en Mongolië kregen in de jaren zeventig en tachtig forse militaire en economische steun van de Sovjet-Unie. Vooral Cuba profiteerde hier sterk van en in ruil steunde het de Sovjet-Unie met troepen in Angola en leverde het wapens aan de Sandinisten in Nicaragua. In 1979 viel de Sovjet-Unie het buurland Afghanistan binnen (Afghaanse Oorlog (1979-1989)), dat door een wisseling van regime dreigde buiten de Russische invloedssfeer te geraken.
Na de Strategic Arms Limitation Talks die enkele jaren duurden werd op 26 mei 1972 de SALT I verdragen gesloten met de VS. Het doel was het aantal strategische wapens en de kracht van het nucleaire arsenaal van beide supermachten niet verder te laten groeien. Brezjnev tekende namens de Sovjet Unie en Richard Nixon voor de Verenigde Staten.

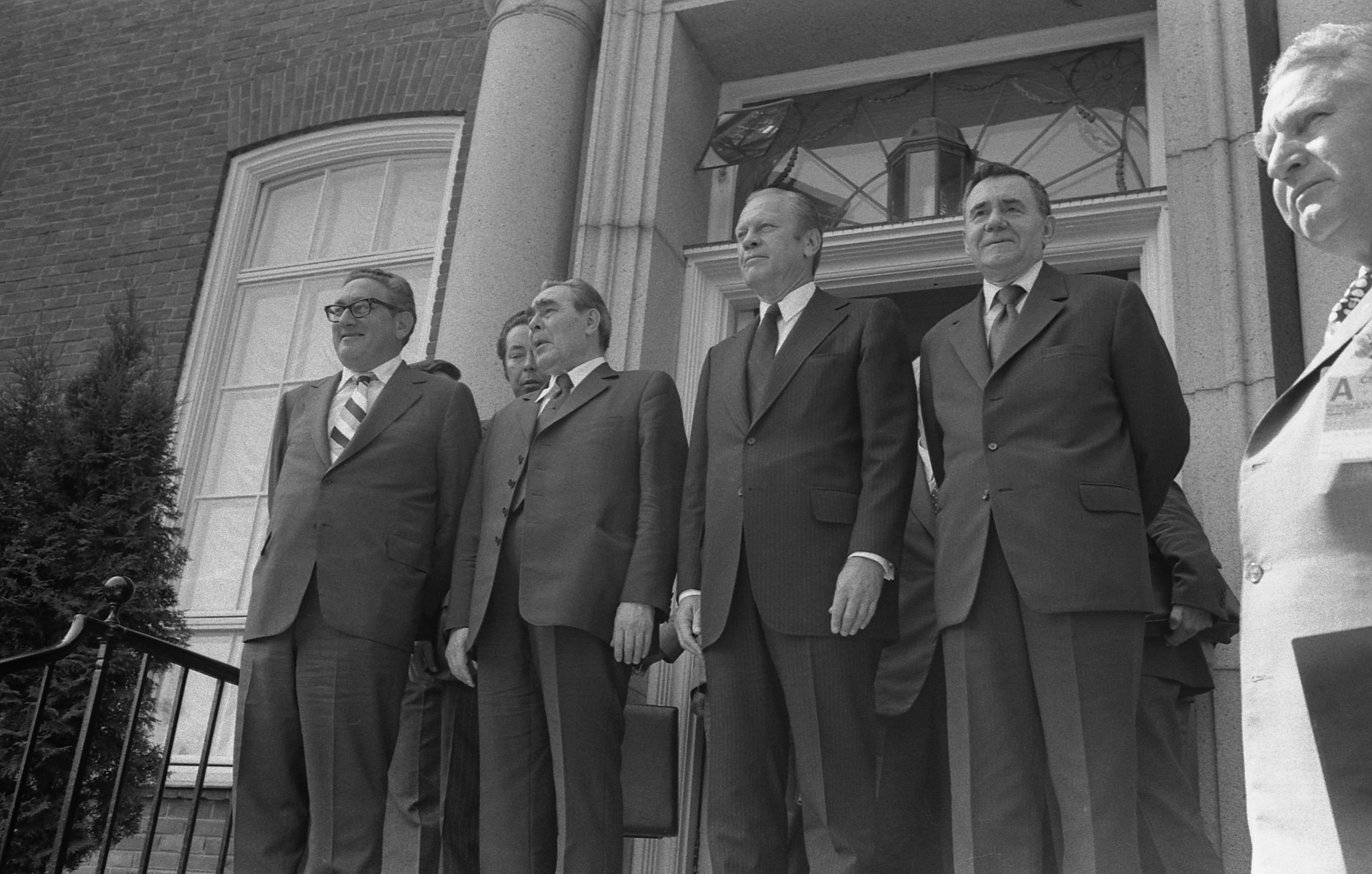
v.l.n.r. Henry Kissinger, Leonid Brezjnev, Gerald Ford en Andrej Gromyko voor de Amerikaanse ambassade in Helsinki (1975)

In 1975 werden de Helsinki-akkoorden getekend als de slotverklaring van de Conferentie over Veiligheid en Samenwerking in Europa. De verklaring werd ondertekend door 35 landen uit de beide toenmalige militaire machtsblokken van de Koude Oorlog. Een deel van deze verklaringen ging over mensenrechten, andere onderdelen gingen over samenwerking op het gebied van economie, wetenschap, technologie, milieu, veiligheidsvraagstukken en humanitaire zaken. Belangrijkste doelen waren het voorkomen van militaire conflicten, maar ook het bevorderen van waarden als democratie en mensenrechten.

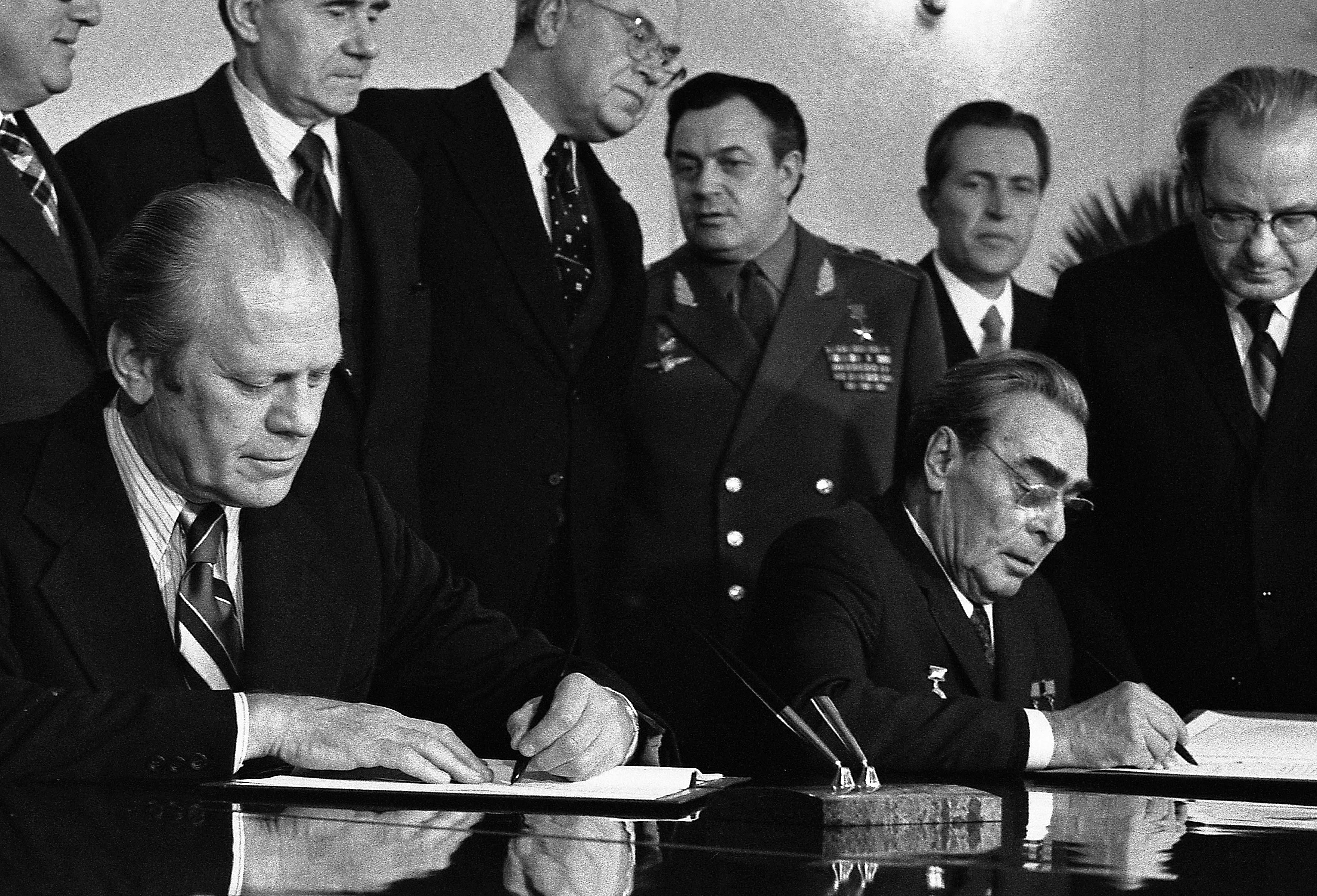
Brezjnev en Ford sluiten een overeenkomst betreffende de beperking van het aantal kernwapens (1974)

De jaren zeventig betekenden het hoogtepunt voor Brezjnev en de Sovjet-Unie wat betreft invloed en prestige. Dit vooral door het gezichtsverlies van de VS in de eerste helft van het decennium vanwege de Watergate-affaire en de Vietnamoorlog. President Jimmy Carter streefde vanaf 1976 wel naar ontwapening en meer nadruk op detente, maar dat leverde voor de VS weinig respect of sympathie op in de rest van de wereld. Het SALT II-verdrag, dat in 1979 getekend werd na 7 jaar onderhandelen, was bedoeld als een stap in het ontspanningsproces. Maar toen zes maanden later de Sovjet-Unie Afghanistan binnenviel, bleek dat het einde ervan te zijn. SALT II is nooit geratificeerd.
In Europa werd de SS-20, een mobiele middellange ballistische raket (MRBM) met een nucleaire lading, gestationeerd. De raket, gebouwd tussen 1976 en 1988, kon heel West-Europa bereiken en leidde tot felle protesten. In reactie hierop nam de NAVO in 1979 een dubbelbesluit: de stationering van 572 Tomahawk- en Pershing II-raketten en een aanbod om te onderhandelen over wapenvermindering. Dit leidde uiteindelijk in 1987 onder Michail Gorbatsjov tot het Intermediate-Range Nuclear Forces-verdrag, waarbij overeengekomen werd dat alle atoomraketten met een bereik van 600 tot 5000 kilometer zouden worden ontmanteld.
In de derde wereld had de Sovjet-Unie op veel plaatsen een grote invloed bij revolutionaire bevrijdingsbewegingen. Die invloed reikte zelfs tot Amerika's eigen 'achtertuin': Midden- en Zuid-Amerika. Beide supermachten zagen dan ook elke machtswisseling of lokaal conflict door de bril van het koudeoorlogsdenken. Het Rode Leger streefde de VS voorbij (qua getallen op papier althans) wat betreft materiële sterkte en aanvalskracht. In het Westen werd wel getwijfeld aan de kwaliteit ervan en aan de loyaliteit van de Warschaupactbondgenoten in geval van een echte oorlog. Beide partijen in de Koude Oorlog waren het er echter over eens dat die nooit in een directe confrontatie op de proef gesteld moesten worden.

### Kritiek
Begin jaren 80 begon Ronald Reagan een ambitieus bewapeningsprogramma. Op den duur kon de Sovjet-Unie dit niet meer bijbenen door de nog steeds slecht georganiseerde economische basis van het land. Later, na zijn overlijden, werd Brezjnev verweten dat hij nooit iets aan de economie had gedaan. Zijn regeerperiode wordt tegenwoordig in Rusland betiteld als de jaren van de Grote Stagnatie. De leeftijd van de leden van het Politbureau steeg tot gemiddeld boven de zeventig jaar, zodat van een "gerontocratie" werd gesproken.
Brezjnev was geen groot voorstander van de inval van het Sovjetleger in 1979 in Afghanistan om de via een staatsgreep aan het bewind gekomen communistische partij van dit land aan de macht te houden en het land zodoende binnen de Russische invloedssfeer te houden, maar bij de besluitvorming over de inval zwichtte hij onder de druk van andere leden van het Politbureau. Gorbatsjov trok later de troepen weer terug zonder dat de doelstellingen bereikt waren. Naast deze misrekeningen werd later Brezjnev tevens zijn persoonlijke ijdelheid, nepotisme en hebzucht verweten. Hij probeerde zijn zoon Joeri Brezjnev een lucratieve baan in het bedrijfsleven te bezorgen. Zijn dochter Galina Brezjneva mocht de leiding van het Russisch Staatscircus op zich nemen.

### Laatste jaren
Brezjnevs laatste jaren waren een periode van neergang en stagnatie. In 1980 trok Moskou nog wereldwijd de aandacht met de Olympische Zomerspelen. Door een Amerikaans geleide boycot deden slechts 80 landen mee, het laagste aantal sinds de Spelen van 1956. Het Sovjetregime had totale controle over de media in eigen land, maar kon niet verhullen dat de hoogste leider aan het aftakelen was. Hij kreeg in 1976 een hartaanval en sindsdien vielen de staatszaken hem zwaar. Hij verscheen erg weinig in het openbaar, ook niet bij gelegenheden waarbij dat wel zou moeten en wanneer hij dat wel deed, was hij nauwelijks verstaanbaar.
De familie Brezjnev verrijkte zich ondertussen. Al kort voor de dood van Brezjnev werd diens schoonzoon Joeri Michailovitsj Tsjoerbanov gearresteerd wegens grootscheepse fraude en corruptie. Joeri Andropov, tot mei 1982 de leider van de KGB, zat hier achter en meer vertrouwelingen van Brezjnev werden onderzocht door de KGB. Brezjnev was niet meer in staat om in te grijpen. 
Brezjnev stierf in november 1982 en werd opgevolgd door Andropov. Deze legde meteen veel nadruk op arbeidsdiscipline, waaruit bleek dat het regime zelf ook wel inzag wat er tijdens Brezjnevs bewind fout liep. Een aantal familieleden en vrienden van Brezjnev werd wegens corruptie veroordeeld.

## Onderscheidingen
Brezjnev was een ijdel man. Hij liet zich overal bewieroken en het Presidium van de Opperste Sovjet kende hem tal van orden toe. Op sommige daarvan had hij misschien wel geen recht. Zo droeg Brezjnev vol trots de kostbare, met diamanten versierde, ster van de Orde van de Overwinning. Deze ster was na de oorlog aan de elf grote maarschalken (en één generaal) van de Sovjet-Unie verleend. Nu droeg Brezjnev, sinds 1976 ook Maarschalk van de Sovjet-Unie, vanaf 1978 dit unieke ereteken "voor het veroveren van de destroyer Storojevoy". De ster werd Brezjnev postuum weer ontnomen door datzelfde Presidium.
Brezjnev was viermaal Held van de Sovjet-Unie en eenmaal Held van de Socialistische Arbeid. Hij droeg achtmaal de Leninorde, de hoogste onderscheiding van de Sovjet-Unie en ook de exclusieve Leninprijs, tweemaal de Orde van de Oktoberrevolutie, tweemaal de Orde van de Rode Banier, de Orde van Bogdan Chmelnitski, de Orde van de Patriottische Oorlog Ie Klasse, de Orde van de Rode Ster en de Jubileumsmedaille voor Militaire Dapperheid ingesteld ter herinnering aan de Honderdste Verjaardag van Vladimir Iljitsj Lenin.
Hij was driemaal Held van de DDR, Held van de Republiek Cuba, droeg driemaal de Gouden Ster van een Held van de CSSR, was driemaal Held van de Volksrepubliek Bulgarije en eenmaal Held van de Mongoolse Volksrepubliek.
Hij droeg ook de Poolse orden Virtuti Militari en Polonia Restituta, het Grunwald Kruis, een met diamanten versierde ster van de Orde van de Ster van Roemenië, viermaal de ster van de Orde van Klement Gottwald, de ster en keten van de Orde van de Witte Leeuw, tweemaal de Orde van de Vlag van de Volksrepubliek Hongarije, de met diamanten en robijnen versierde Orde van Vrijheid van Joegoslavië, het Oorlogskruis van Tsjecho-Slowakije, driemaal de Karl Marx-orde van de DDR, driemaal de Orde van Georgi Dimitrov van Bulgarije, de Orde van de Overwinning van het Socialisme van Roemenië, Held van de Roemeense Volksrepubliek, driemaal drager van de Orde van Sukhbaatar van Mongolië, Held van de Mongoolse Volksrepubliek en Drager van de Zon van de Vrijheid van Afghanistan.
Leonid Brezjnev heeft zich uitgebreid laten decoreren door de regeringen van landen waarin de Sovjet-Unie militair had ingegrepen en de bevolking had onderdrukt; Duitsland, Tsjecho-Slowakije en Hongarije. Polen ontnam hem op 10 juli 1990 postuum zijn Poolse onderscheidingen.
Brezjnev liet zich in 1979 ook de Leninprijs voor literatuur toekennen.
Op officiële portretten draagt hij 57 onderscheidingen.

## Trivia
- Breznjev was een liefhebber van auto's. Hij had een grote verzameling, er zijn schattingen van tussen de 150 en 300 exemplaren en de meeste van deze waren geschonken door buitenlandse staatshoofden.[12]

## Tijdlijn leiders Sovjet-Unie
- Bibsys: 90051724
- Bibliothèque nationale de France: cb11893880z (data)
- Catàleg d'autoritats de noms i títols de Catalunya: 981058511702106706
- CiNii: DA0239363X
- Gemeinsame Normdatei: 118515136
- International Standard Name Identifier: 0000 0000 0093 7478
- Library of Congress Control Number: n79084765
- Nationale Bibliotheek van Letland: 000042616
- MusicBrainz: a77b02e5-b079-4b65-a8f9-1caee429ea64
- National Archives and Records Administration: 10583022
- Bibliotheek van het Japanse parlement: 00434335
- Nationale Bibliotheek van Tsjechië: jn19990210130
- Nationale bibliotheek van Australië: 35021769
- Nationale Bibliotheek van Israël: 987007259049305171
- Nationale Bibliotheek van Roemenië: 000031000
- Nederlandse Thesaurus van Auteursnamen: 068849494
- Russische Staatsbibliotheek: 000084936
- LIBRIS: 42892
- SNAC: w66t21bm
- Système universitaire de documentation: 026751011
- Trove: 795910
- Virtual International Authority File: 42034622
- WorldCat: E39PBJwhCD3bkPxtxKdcbvfKBP

Vladimir Lenin · Jozef Stalin · Nikita Chroesjtsjov · Leonid Brezjnev · Joeri Andropov · Konstantin Tsjernenko · Michail Gorbatsjov